# Trzcińsko (przystanek kolejowy)
Trzcińsko – przystanek osobowy w Trzcińsku, w powiecie karkonoskim; w województwie dolnośląskim, w Polsce. Posiada bezpośrednie połączenia do Wrocławia, Jeleniej Góry, Węglińca oraz Lubania Śląskiego

## Ruch pasażerski
| Rok  | Wymiana pasażerska na dobę |
| ---- | -------------------------- |
| 2017 | 50-99                      |
| 2022 | 50-99                      |